# Máquina de escribir

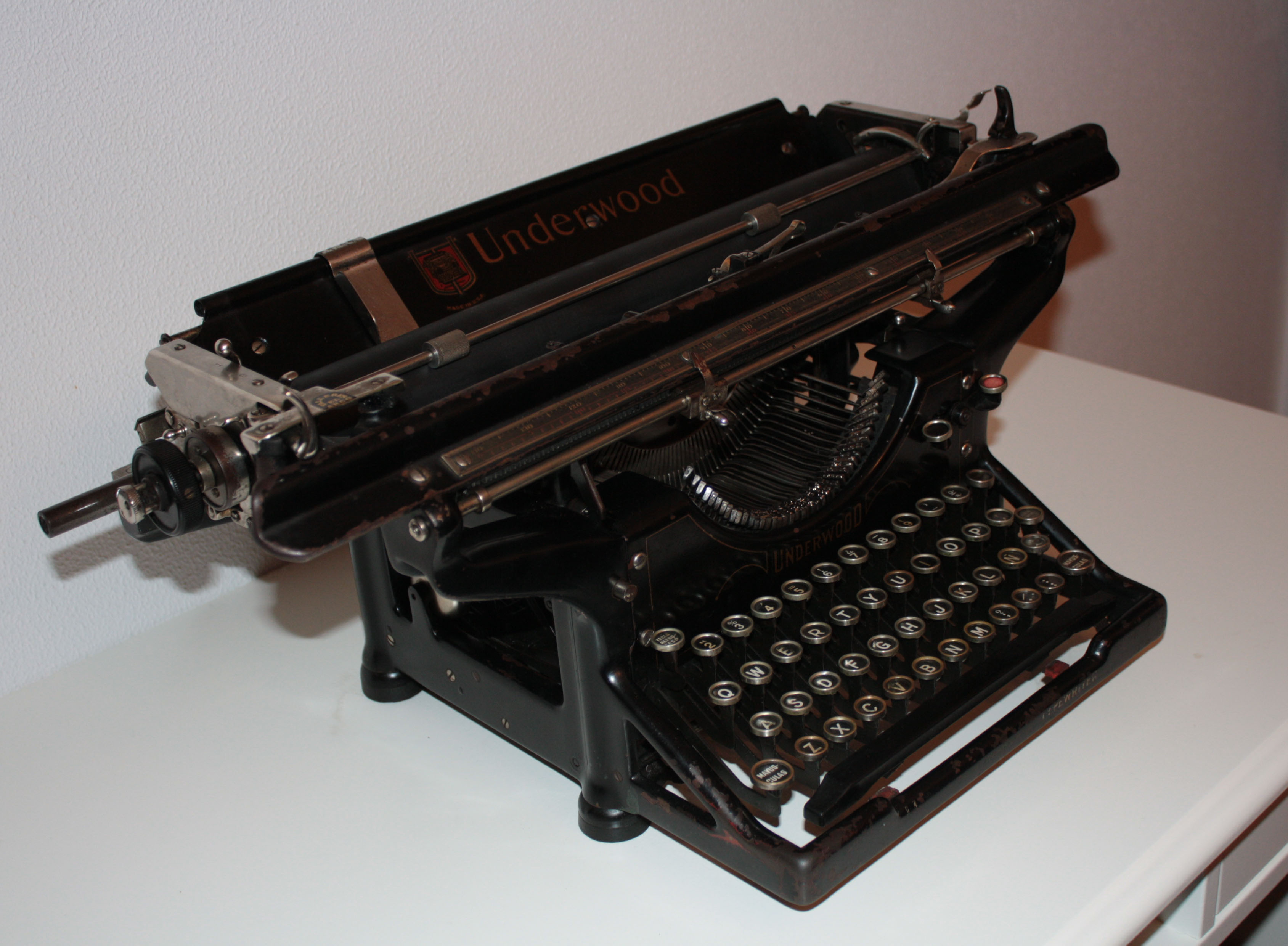
Máquina de escribir Underwood n.º 3 de carro ancho, fabricada en 1929 con teclado español.

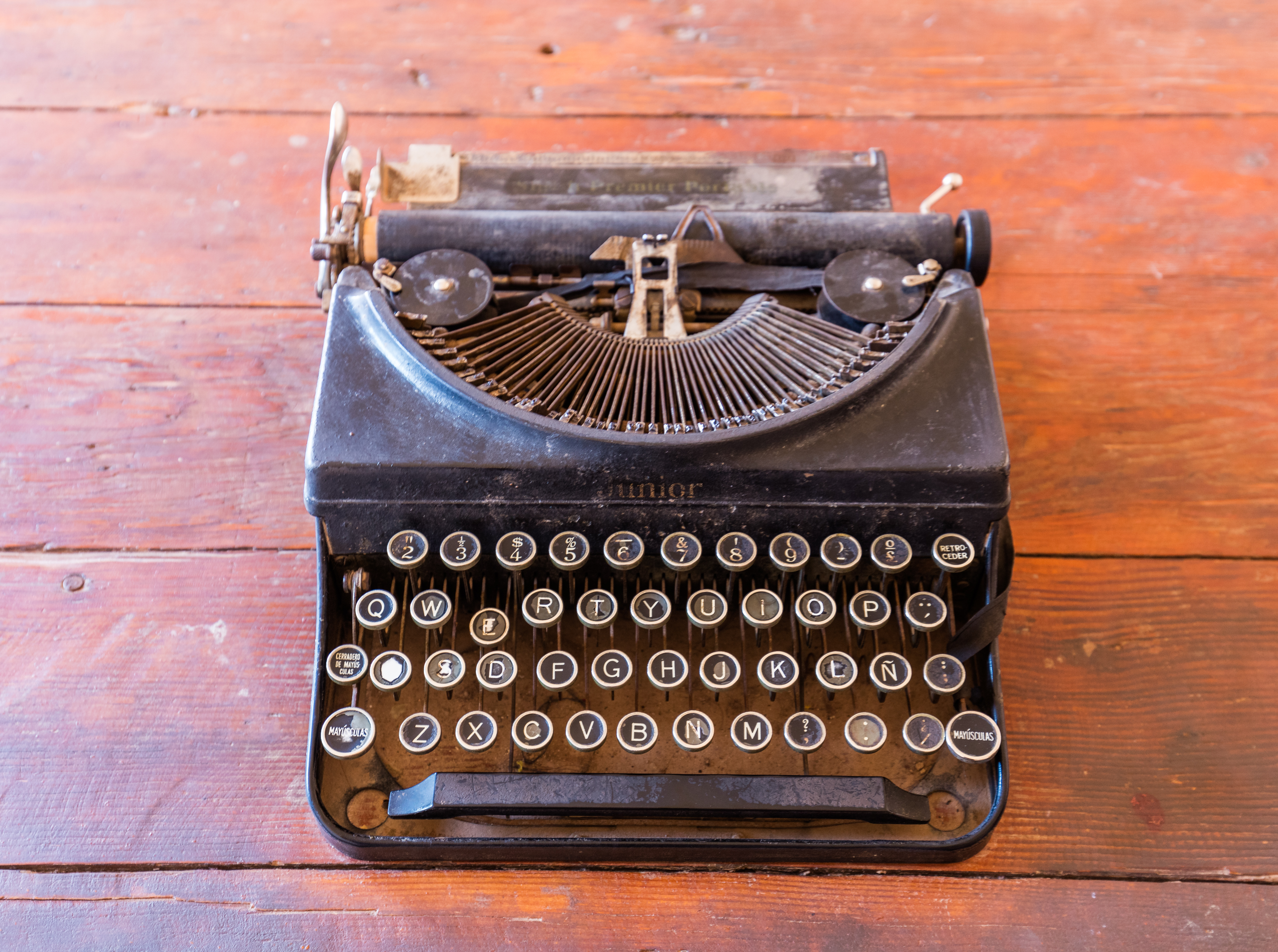
Modelo de máquina de escribir Junior Premier de los años 1930.

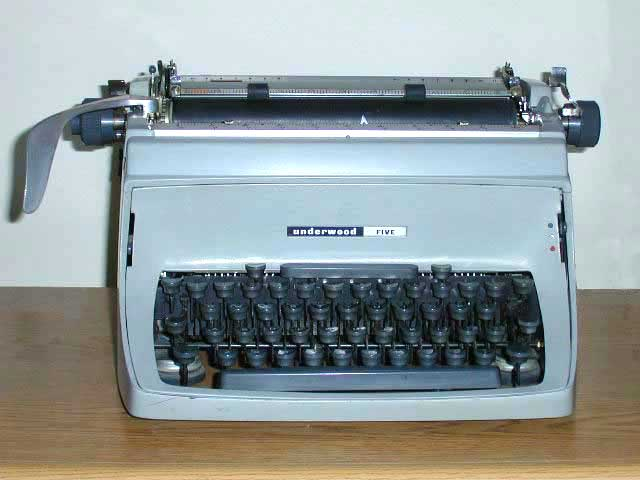
Máquina de escribir de comienzos de la década de 1960.

La máquina de escribir (o maquinilla en Filipinas, Puerto Rico y la República Dominicana) es un dispositivo mecánico, electromecánico o electrónico, con un conjunto de teclas (llamadas tipos) que, al ser presionadas, imprimen caracteres en un documento, normalmente papel. La persona que opera una máquina de escribir recibe el nombre de mecanógrafa.
Las máquinas de escribir fueron herramientas indispensables en las oficinas de todo el mundo, así como para la literatura, el cine, el periodismo, el teatro y cualquier actividad que requiriera escribir, desde finales del siglo XIX y durante casi todo el siglo XX. En la década de 1980, los procesadores de texto para computadoras u ordenadores personales reemplazaron casi totalmente a las máquinas de escribir en los países desarrollados, aunque en otras regiones su uso no se vio afectado por el poco avance de las nuevas tecnologías hasta entrado el siglo XXI.
Entre las compañías que manufacturaban máquinas de escribir y sus accesorios se encontraban Adler, Triumph, Royal, Remington, Canon, Brother, Nakajima, Olivetti, Olympia y Smith-Corona. Olivetti y Olympia fueron las últimas compañías occidentales que fabricaron máquinas de escribir mecánicas, pues Olivetti ha dejado de producir máquinas de escribir y Olympia solo produce dos modelos electrónicos, siendo todos los modelos actuales electrónicos.
Actualmente, las máquinas de escribir son considerados objetos obsoletos, por lo que se ha descontinuado su fabricación a nivel mundial. La última empresa dedicada a la fabricación de máquinas de escribir, la india Godrej and Boyce, establecida en la década de 1950, cerró su última fábrica en Mumbai en abril de 2011. El 20 de noviembre de 2012 se fabricó la última máquina de escribir manufacturada en Europa, concretamente en la factoría de Brother en Wrexham (Gales, Reino Unido).

## Historia
No puede decirse que  la máquina de escribir tenga un único inventor, pues, como en otros casos (bombilla, automóvil, teléfono o telégrafo), fueron varias las personas que contribuyeron con las ideas e invenciones que terminaron llevando a las primeras máquinas comercializadas con éxito. De hecho, los historiadores estiman que varias formas de máquina de escribir fueron inventadas al menos 52 veces por mecánicos que intentaban conseguir un diseño útil.
En 1714 Henry Mill obtuvo una patente de la reina Ana de Estuardo por una máquina que según era descrita, se parece a una máquina de escribir, si bien no se sabe más. Entre los primeros desarrolladores de máquinas de escribir se encuentra Pellegrino Turri, en 1808, que también inventó el papel de calco. Muchas de estas máquinas primitivas, incluyendo la de Turri, fueron desarrolladas para permitir escribir a los ciegos.

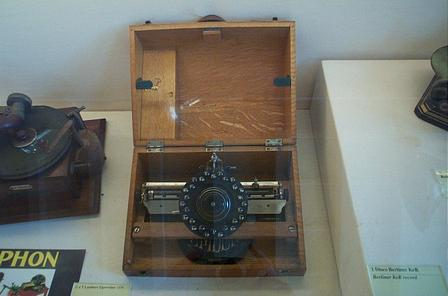
La máquina de escribir de índice, con un teclado circular, es uno de los muchos diseños primitivos que no tuvieron aceptación.

En 1829, William Austin Burt patentó una máquina llamada tipógrafo. Como muchas de las otras máquinas primitivas, a menudo se la cita como la «primera» máquina de escribir. El Museo de Ciencias de Londres la describe simplemente como «el primer mecanismo de escritura cuya invención fue documentada», pero incluso esta afirmación puede ser excesiva, ya que la máquina de Turri es bien conocida. Incluso en manos de su inventor, esta máquina era más lenta que la escritura manual. Burt y su promotor, John D. Sheldon, nunca hallaron comprador para la patente, y la máquina nunca fue comercializada. Debido a que usaba un dial para seleccionar el carácter en lugar de contar con una tecla separada para cada uno, fue llamada «máquina de escribir de índice», en oposición a las de tecla, si es que puede considerarse una máquina de escribir auténtica. Entre 1829 y 1870 se patentaron en Europa y América muchas máquinas de imprimir o escribir, pero ninguna de ellas llegó a comercializarse. Charles Thurber desarrolló múltiples patentes; la primera —en 1843— se concibió como una ayuda para los ciegos (véase el quirógrafo de 1845 como ejemplo).
La invención de la máquina de escribir permitió suplantar a los lentos copistas y le dio un carácter más oficial e impersonal a los escritos comerciales y políticos. El procedimiento mecánico de escritura aceleró el ritmo de las comunicaciones, marcó un punto importante en el desarrollo de las relaciones sociales y le permitió a la mujer ingresar masivamente al mundo laboral como dactilógrafa, entre los siglo XIX y XX. 
Podríamos decir de cierta manera que la máquina de escribir le abrió el camino a las máquinas eléctricas y, por qué no, a las computadoras. [cita requerida]
En 1855, el italiano Giuseppe Ravizza creó un prototipo de máquina de escribir basado en el modelo de Pietro Conti di Cilavegna, llamado Cembalo scrivano o macchina da scrivere a tasti. Era una máquina avanzada que permitía al usuario ver lo que escribía a medida que tecleaba.[cita requerida]
En 1861, el padre Francisco João de Azevedo, un sacerdote brasileño, fabricó su propia máquina de escribir con materiales básicos como madera y cuchillos. Ese mismo año, Pedro II, el emperador de Brasil, le entregó una medalla de oro por este invento. Muchos brasileños, así como el gobierno federal de ese país, consideran a Azevedo el auténtico inventor de la máquina de escribir, una reivindicación que ha sido objeto de cierta controversia.
En 1864 el austriaco Peter Mitterhofer creó una máquina de escribir que tampoco llegó a comercializarse. Mitterhofer siguió mejorando su modelo original y creó cinco versiones mejoradas diferentes hasta 1868. 

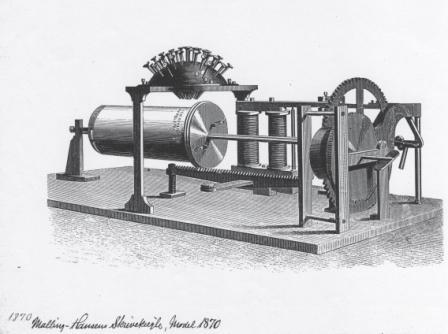
La «bola de escribir» de Hansen, inventada en 1865. El modelo de la fotografía data del año 1870.

En 1865 el reverendo danés Rasmus Malling-Hansen inventó la «bola de escribir», que se comercializó en 1870, siendo la primera máquina de escribir puesta a la venta. Fue un éxito en Europa, y se sabe que estuvo en uso en oficinas de Londres hasta 1909. Adicionalmente, Malling-Hansen usó un escape solenoidal para el retorno del carro de algunos de sus modelos, constituyendo un serio candidato para la primera máquina de escribir «eléctrica». Gracias al libro Hvem er Skrivekuglens Opfinder?, escrito por la hija de Malling-Hansen, Johanne Agerskov, sabemos que en 1865 Malling-Hansen fabricó un modelo de porcelana del teclado de su bola de escribir, y experimentó con diferentes ubicaciones de las letras para lograr la mayor velocidad de escritura. Malling-Hansen ubicó las letras en pistones cortos que se movían directamente a través de la bola bajando hasta el papel, lo que junto con la adecuada ubicación de las letras para que los dedos más rápidos pulsasen las usadas con mayor frecuencia, hizo de la bola de escribir de Hansen la primera máquina de escribir que permitía elaborar textos sustancialmente más rápido que escribiendo manualmente. Malling-Hansen desarrolló todavía más su máquina en los años 1870 y 1880, logrando muchas mejoras, pero manteniendo la cabeza de escritura original. En el primer modelo de la bola de escribir de 1870, el papel se sujetaba a un cilindro dentro de una caja de madera. En 1874 el cilindro fue reemplazado por un carro que se movía por debajo de la cabeza de escritura. Entonces, en 1875, el conocido modelo alto fue patentado, siendo la primera de las bolas de escribir que funcionaba sin electricidad. Malling-Hansen asistió a las exposiciones mundiales de Viena en 1873 y París en 1878. En ambas ganó las medallas del primer premio por su invento.

### Primer éxito comercial, Christopher Sholes y Remington

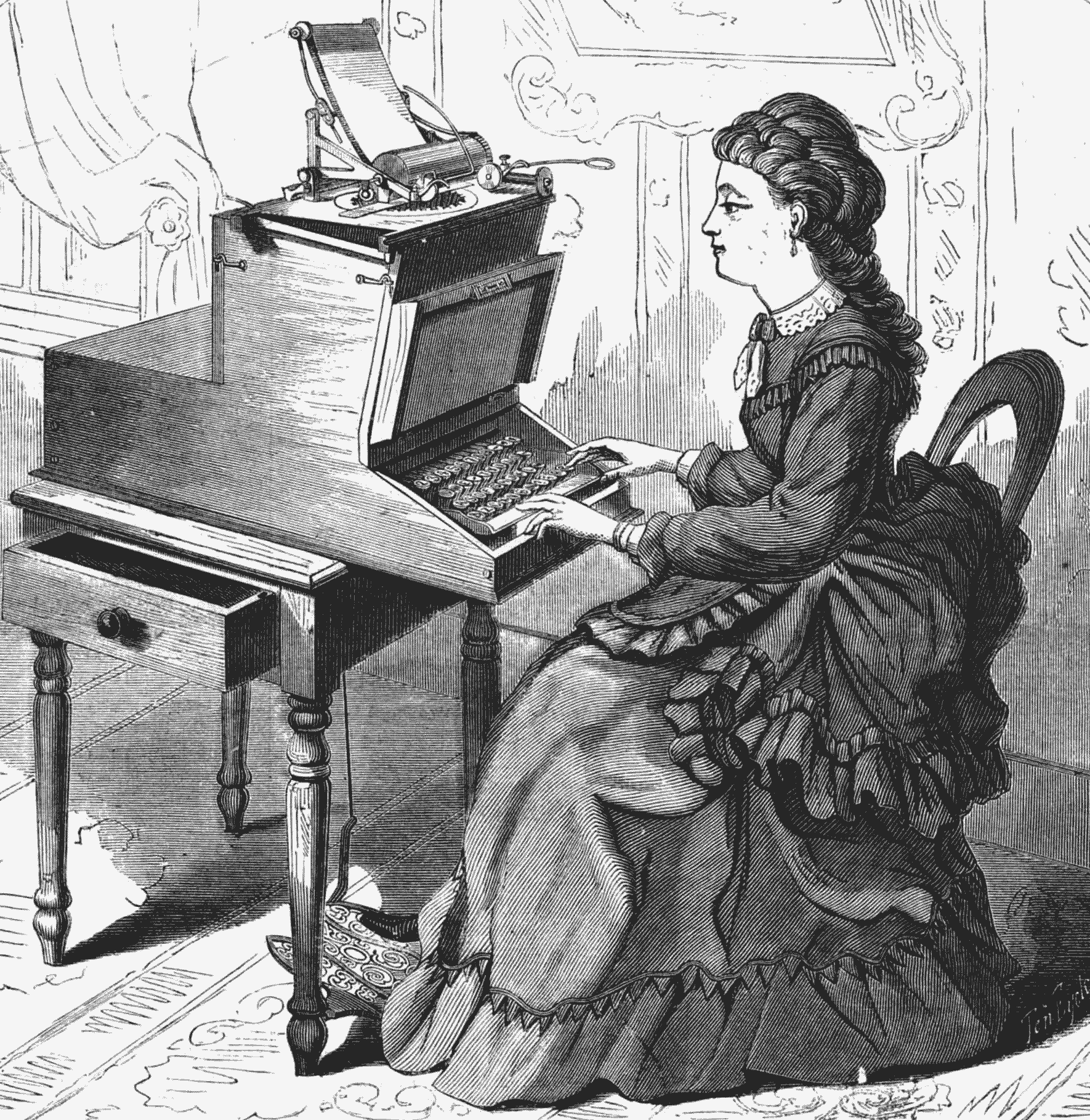
Muchacha trabajando en una máquina de Sholes.

La primera máquina de escribir con éxito comercial real fue inventada en 1872 por Christopher Sholes, Carlos Glidden y Samuel W. Soulé. Sholes repudió pronto la máquina, rehusando usarla e incluso recomendarla. La patente (US 79.265) fue vendida por 12 000 dólares a Densmore and Yost, que llegó a un acuerdo con E. Remington and Sons (entonces famosos como fabricantes de máquinas de coser) para comercializar la que fue conocida como la máquina de escribir Sholes y Glidden. En 1873, Remington inició la producción de su primera máquina de escribir en Ilion (Nueva York).
El primer modelo industrial estaba montado sobre una máquina de coser estándar. El retroceso del carro se conseguía accionando un pedal similar al de estas. En este modelo quedaron pendientes de solución dos defectos importantes: la escritura se realizaba solamente con mayúsculas y permanecía oculta para el escribano; además, la máquina resultaba de un tamaño desmesurado y embarazoso, siendo por otra parte de un costo muy elevado, por lo que nunca llegó a ser lanzada al mercado.
Partiendo de la idea de Sholes, numerosas firmas, tales como Remington, con los ingenieros Byron, Brooks, Densmore, Fenne y Yost, crearon, subsanando los diferentes inconvenientes, una máquina de escribir mecánica similar a la actual.[cita requerida]
La característica de ver lo que se iba mecanografiando a medida que se escribía se da por supuesta en la actualidad. Sin embargo, en la mayoría de las primeras máquinas de escribir, los tipos golpeaban subiendo contra el fondo del rodillo. Por ello, lo que se escribía no era visible hasta que las siguientes líneas escritas hacían que el papel se deslizase, dejándolo a la vista. La dificultad con cualquier otra disposición era asegurar que los tipos volvían a caer adecuadamente a su lugar cuando se soltaba la tecla. Esto fue finalmente logrado con diversos diseños mecánicos ingeniosos, y las llamadas «máquinas de escribir visibles» fueron comercializadas hacia 1895. Sorprendentemente, los modelos antiguos siguieron fabricándose hasta 1915.[cita requerida]

### Normalización

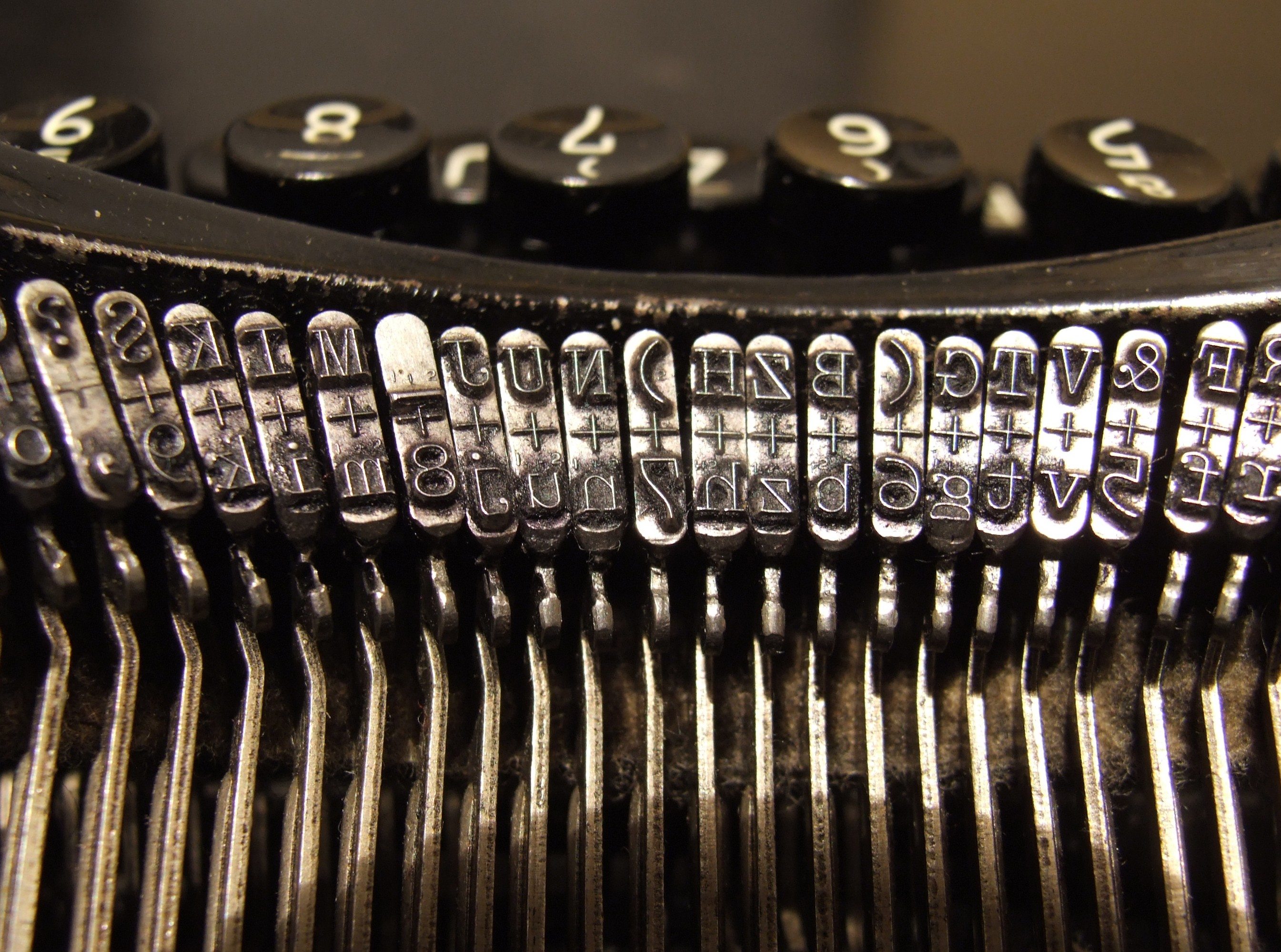
Caracteres en una máquina de escribir de la década de 1920.

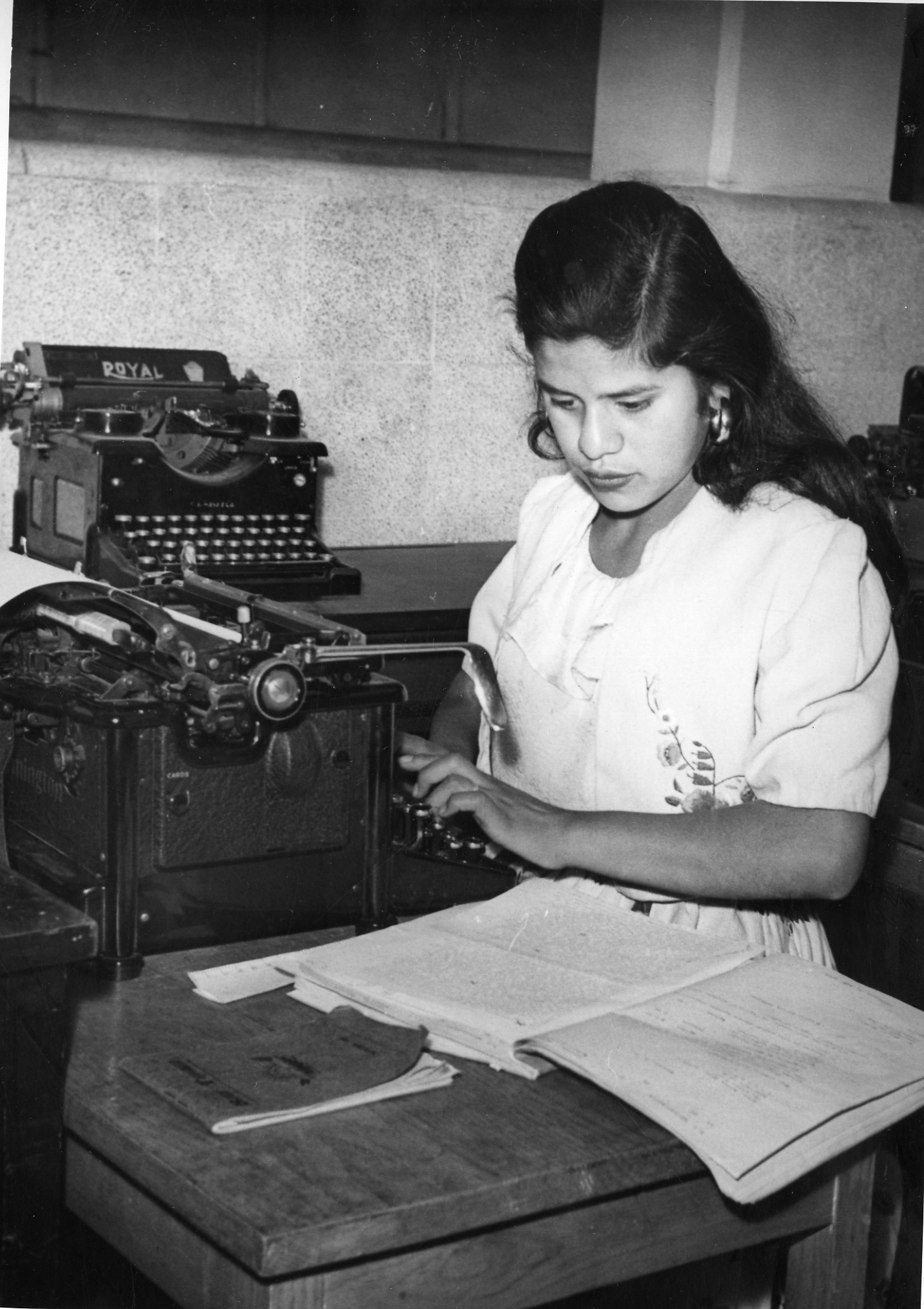
Mujer usando máquina de escribir en la Ciudad de México, ca. 1950.

Hacia 1920, la máquina de escribir «manual» o «mecánica» había alcanzado un diseño más o menos estándar. Había pequeñas variaciones de un fabricante a otro, pero la mayoría de las máquinas seguía el siguiente diseño:
Cada tecla estaba unida a un tipo que tenía el correspondiente carácter en relieve en su otro extremo. Cuando se presionaba una tecla con la suficiente fuerza y firmeza, el tipo golpeaba una cinta (normalmente de tela entintada) extendida frente a un cilindro que sujetaba el papel y se movía adelante y atrás. El papel se enrollaba en este cilindro, que rotaba al accionar una palanca (la del «retorno de carro», en su extremo izquierdo) cuando se alcanzaba el final de la línea. Algunas cintas estaban divididas en dos mitades, una roja y otra negra, a todo lo largo, contando la mayoría de las máquinas con una palanca que permitía cambiar entre los colores al escribir, lo que estaba especialmente ideado para los libros de contabilidad, donde las cantidades negativas tenían que figurar en rojo como número negativo.[cita requerida]
En los años 1940 se comercializó una máquina de escribir silenciosa que resultó ser un fracaso, lo que llevó a algunos observadores a la conclusión de que el cliqueteo de las máquinas de escribir convencionales era del gusto de los consumidores.

### Diseños eléctricos
Aunque las máquinas de escribir eléctricas no lograrían demasiada popularidad hasta casi un siglo después, el diseño básico de las mismas apareció en el Universal Stock Ticker, inventado por Thomas Alva Edison en 1870. Este dispositivo imprimía remotamente letras y números sobre una cinta de papel a partir de la entrada generada por una máquina de escribir, especialmente diseñada, en el otro extremo de la línea telegráfica.[cita requerida]
La primera máquina de escribir eléctrica fue fabricada por la Blickensderfer Manufacturing Company, de Stamford (Connecticut), en 1902. Aunque nunca llegó a ser comercializada, fue la primera máquina de escribir conocida en usar una rueda de tipos en lugar de tipos individuales, si bien esta tenía forma cilíndrica en lugar de esférica. El siguiente paso en el desarrollo de la máquina de escribir eléctrica sucedió en 1909, cuando Charles y Howard Krum solicitaron la patente para la primera máquina teletipo factible ese año. La máquina de Krum también usaba una rueda de tipos en lugar de tipos individuales. Aunque innovadora, ninguna de estas máquinas llegó a negocios o particulares.[cita requerida]
Los diseños de máquinas de escribir eléctricas eliminaban la conexión mecánica directa entre las teclas y el elemento que golpeaba el papel, pero no deben confundirse con las posteriores máquinas de escribir electrónicas, que son máquinas eléctricas que cuentan con un solo componente eléctrico: el motor. Donde la pulsación de una tecla movía antes una barra de tipos directamente, ahora accionaba enlaces mecánicos que dirigían el impulso mecánico desde el motor hasta la barra de tipos. Este diseño se conservó en la IBM Selectric.[cita requerida]

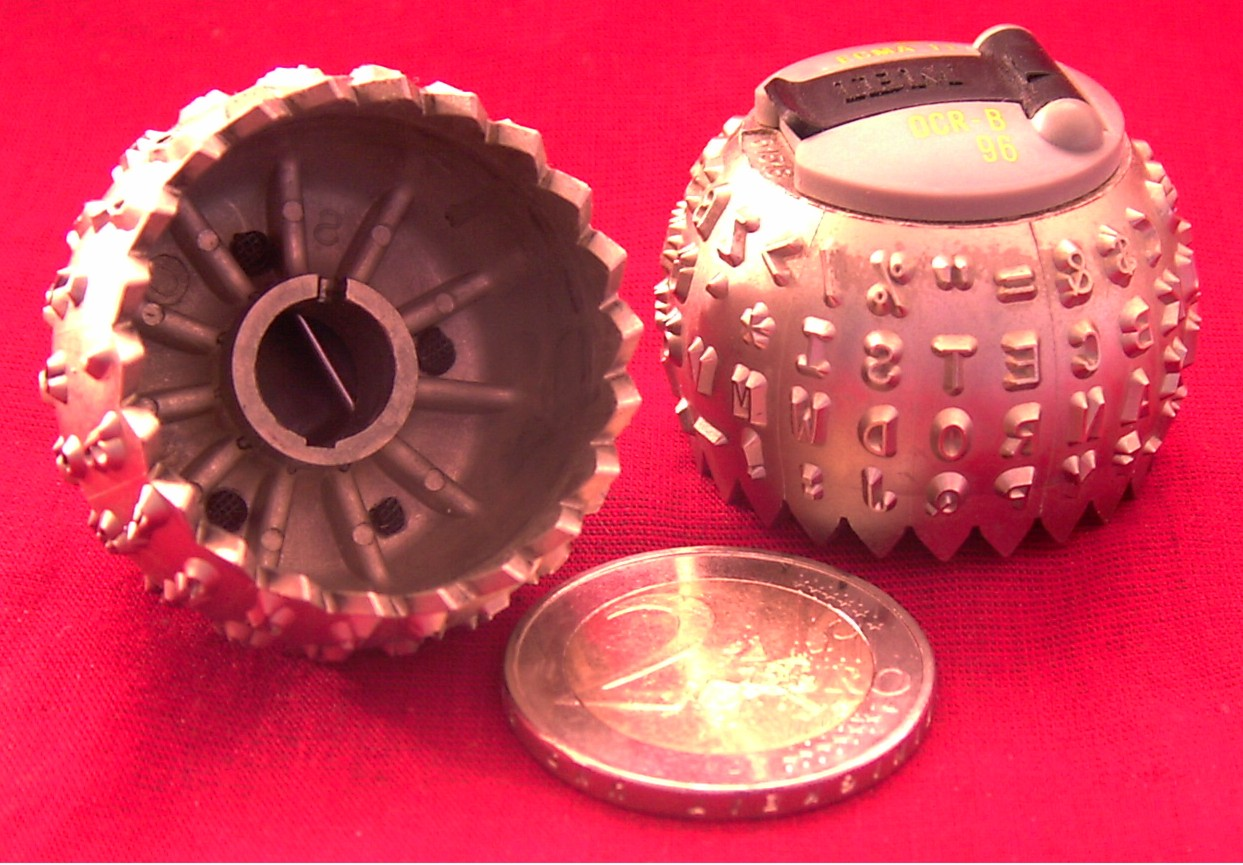
Bolas de tipos IBM reemplazables, con una moneda de 2 € para comparar su tamaño.

Los mejores modelos de máquinas de escribir eléctricas eran los de IBM y Remington Rand, hasta que IBM presentó la IBM Selectric, que reemplazaba las barras de tipos por una «bola» de tipos, ligeramente mayor que una pelota de golf, con las letras moldeadas en su superficie. La Selectric usaba un sistema de pestillos, cintas metálicas y palancas, movido por un motor eléctrico para rotar la bola hasta la posición correcta y golpearla entonces contra la cinta y el rodillo. La bola de tipos se movía lateralmente frente al papel en lugar de desplazarse el carro con el papel frente a la posición fija de impresión, como ocurría en el diseño mecánico clásico.
El diseño de una bola de tipos tenía muchas ventajas, particularmente la de eliminar los «atascos» cuando se pulsaba más de una tecla a la vez, además de permitir cambiar la bola, permitiendo usar múltiples tipos de letra en un solo documento. Los mecanismos Selectric fueron incorporados ampliamente en los terminales informáticos de los años 1970, debido a que eran razonablemente rápidos e inmunes a los atascos, podían producir documentos de muy alta calidad respecto a competidores como los teletipos, podían ser movidos por una fuerza mecánica corta y de baja intensidad, no exigían mover una «cesta de tipos» pesada para cambiar entre minúsculas y mayúsculas, y no exigían que el rodillo se moviese lateralmente (lo que habría sido un problema en el caso del papel continuo). La terminal IBM 2741 fue un ejemplo muy popular basado en el diseño Selectric, y parecidos mecanismos fueron usados como dispositivos de consola en muchos computadores IBM System/360. Estos mecanismos tenían diseños «duros» respecto a los empleados en máquinas de escribir comerciales.[cita requerida]
IBM también ganó ventaja al comercializar con mayor fuerza su modelo en las escuelas frente al de Remington, con la idea de que los estudiantes que aprendían a mecanografiar en una IBM Selectric elegirían más tarde máquinas de escribir de la misma marca en su lugar de trabajo, cuando llegase el momento de reemplazar los modelos mecánicos.[cita requerida]
Modelos posteriores de IBM Executives y Selectrics reemplazaron las cintas textiles de tinta con cintas de «película de carbono», que contaban con polvo seco negro o coloreado sobre una cinta de plástico transparente de un solo uso. Estas cintas podían usarse una sola vez, pero los modelos posteriores usaban un cartucho fácil de reemplazar. Un efecto secundario de esta tecnología es que el texto mecanografiado en la máquina podía leerse fácilmente en la cinta usada. Esta «característica» planteó problemas cuando las máquinas se usaban para preparar documentos clasificados: las cintas tenían que contabilizarse para asegurar que los mecanógrafos no se llevaban ninguna.[cita requerida]

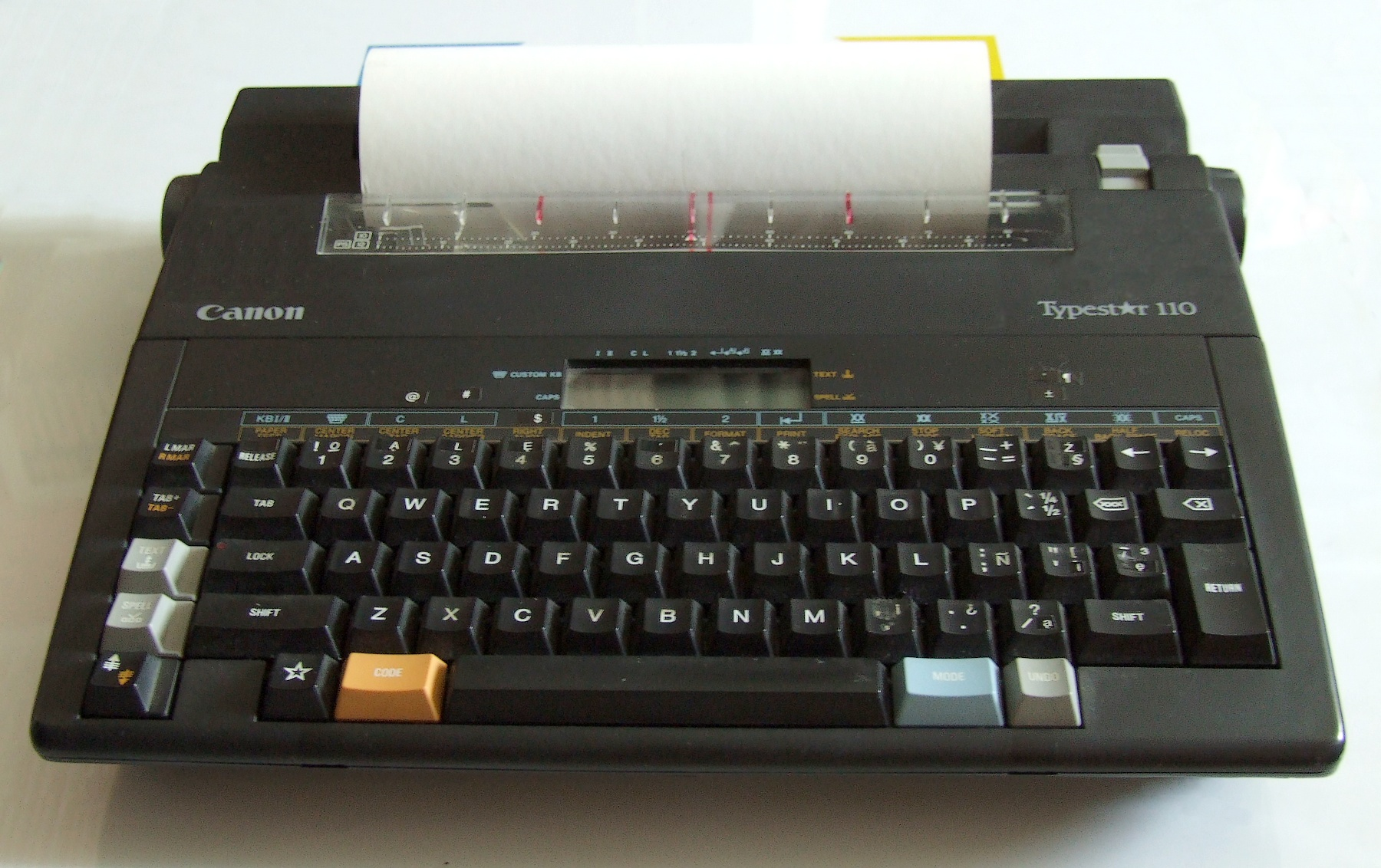
Máquina de escribir electrónica: la fase final del desarrollo de las máquinas de escribir. En la imagen, una Canon Typestar 110 de 1989.

El último desarrollo importante de la máquina de escribir fue la máquina de escribir «electrónica». La mayoría de ellas reemplazaban la bola de tipos por un mecanismo de margarita (un disco con las letras moldeadas sobre el borde exterior de los «pétalos»). Una margarita de plástico era mucho más simple y barata que la bola de tipos, pero también se desgastaba más fácilmente. Algunas máquinas de escribir electrónicas eran esencialmente procesadores de texto dedicados, con una memoria interna y dispositivos de almacenamiento externo como cartuchos o disquetes. A diferencia de las Selectric y otros modelos anteriores, eran realmente «electrónicas», basándose en circuitos integrados y múltiples componentes electromecánicos.[cita requerida]

### Resumen de cronología histórica
- 1714: primera patente concedida al inglés Henry Mill.
- 1780: Pingeon describe la primera máquina de escribir para ciegos (patentada en 1833), que consiste en escribir en relieve sobre un papel fuerte con un punzón.[16]
- 1820: Paul-Louis Courier atribuye a un matemático alemán, Kirchhausen, la invención del dispositivo taquitipia, que consiste en una nueva prensa móvil ligera manual y portátil, que permite «escribir como se habla».[17]
- Antes de 1827, Conti inventó el concepto de taquígrafo y taquitipo (sin encontrar dinero para financiarlo).[18]
- 1829: The Typographer, del estadounidense William Austin Burt, patentado el 23 de julio.
- 1837: Cembalo scrivano, del italiano Giuseppe Ravizza.
- 1839: François-Pierre Foucault, amigo de Louis Braille inventa una máquina de escribir consistente en un conjunto de palancas terminados por punteros grabados y accionadas por un conjunto de teclas, que permite escribir en rafigrafía, un sistema tipográfico inicialmente inventado por Braille de reproducción en relieve de letras sobre papel de una manera legible tanto en forma táctil por ciegos y deficientes visuales como por inexpertos en alfabeto Braille, lo que facilitaría los intercambios por escrito entre el ciego y su familia.
- 1850: invención de la máquina de escribir con cinta de tinta por Oliver T Eddy, Baltimore.
- 1861: el sacerdote brasileño Francisco João de Azevedo inventa una máquina de escribir en forma de piano con las letras en el borde de varillas de madera de jacaranda.[19]
- 1865: Hansen Writing Ball (Skrive Kugel), primera máquina de escribir del danés Rasmus Malling-Hansen comercializada en 1870.
- 1867: puesta a punto por Christopher Latham Sholes —un impresor— de un prototipo artesanal considerado como el ancestro de la máquina de escribir moderna y que posteriormente será producido y comercializado por la firma  «Remington».
- 1870: primera máquina, «The Writing Ball» (La Bola de Escribir) de Rasmus Malling-Hansen.

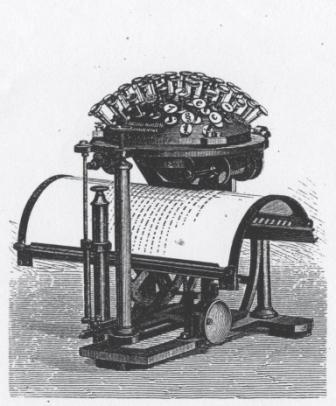
«The Writing Ball» La bola de escribir (1870) de Rasmus Malling-Hansen.

- finales del XIX: la máquina de escribir Blickensderfer ya utiliza el principio de la bola o del cilindro truncado, que permite cambiar las fuentes. Sin embargo, a pesar del éxito inicial de la Blickensderfer, fue desbancada por otros tipos, en especial la Remington.
- 1873: Remington, «The typewriter», hasta ese momento productor de armas, equipos agrícolas y máquinas de coser, produce en serie y comercializó la máquina de escribir de C. L. Sholes (máquina de escribir Sholes y Glidden).
- En la década de 1870, Mark Twain es seducido por el proceso y se convirtió en uno de los primeros escritores en presentar a su editor sus obras escritas con una máquina de escribir (Vida en el Misisipi y Las aventuras de Tom Sawyer).
- 1874: el telescriptor de Émile Baudot.
- 1914: primera máquina eléctrica.
- 1935: primera máquina portátil, la «Hermes-Baby».
- 1961: la «máquina de bolas» de IBM (bajo el nombre de IBM Selectric typewriter) retoma un dispositivo antiguo (anteriormente puesto a punto por la máquina «Blickensderfer» a finales del XIX)  para reintroducir la posibilidad de cambiar rápidamente la fuente de caracteres.
- 1976: máquina de  margarita.
- 1977: Olympia crea una nueva máquina de escribir portátil .
- 1986: máquina de escribir electrónica con pantalla de 1-3 líneas con las CANON e70. Esta memoria permite correcciones inmediatas.
- 2011: cierre de la última fabrica máquinas de escribir (Godrej & Boyce, Bombay, India).
- 2012: se fabrica la última máquina de escribir en Europa (Brother, Wrexham, Gales, Reino Unido).

La máquina de escribir ha sido sustituida por el teclado y los programas de procesamiento de texto .

## Partes de la máquina de escribir
- Tabulador: mecanismo que permite colocar los márgenes a una distancia regular en la hoja.
- Armazón: pieza o conjunto de piezas del esqueleto de la máquina.
- Timbre marginal: avisa cuando se llega al borde del margen.
- Teclado: conjunto ordenado de teclas de una máquina.
- Palanca de carro libre: palanca para cambiar de líneas y pasar al otro borde del margen.
- Carro: pieza de la máquina en la que va el rodillo con el papel, que se desplaza de un lado a otro.
- Guía tipos: levanta la cinta para que los tipos impriman el papel
- Rodillo: pieza cilíndrica de metal y giratoria que forma parte de diversos mecanismos de la máquina.
- Espaciador: tecla que sirve para dejar espacios en blanco.
- Tecla de retroceso: para retroceder en el texto y corregir errores cometidos.
- Tecla marginal o saltador marginal: permite sortear los márgenes y más comúnmente el margen derecho.
- Teclas de cambios de mayúsculas: para escribir solamente la inicial de una palabra con letras mayúsculas. (Equivale a la función de la tecla ⇧ Mayús en una computadora actual: ⇧ Mayús + a = A).
- Palanca para rotar el rodillo: para pasar el rodillo de un borde de un margen al otro.
- Cinta entintada: permite imprimir sobre el papel las teclas pulsadas.
- Varilla sujetadora del papel: sostiene el papel firmemente contra el cilindro. Esta varilla tiene unos rodillos pequeños de goma para facilitar su función y se deslizan sobre una escala.
- Tipos: son piezas metálicas que se entintan con la cinta e imprimen caracteres sobre el papel.

## Híbridos de computador y máquina de escribir
Hacia el final de la vida comercial de las máquinas de escribir, en los años 1980, fueron presentados varios diseños híbridos, combinando características de impresora y máquina de escribir.[cita requerida]
Estos solían incorporar teclados de modelos de máquinas de escribir existentes y mecanismos de impresión de las impresoras matriciales. La generación de los teletipos con motores de impresión basados en el impacto de agujas no era adecuada para la calidad exigida a los documentos mecanografiados. De reciente desarrollo, las tecnologías de transferencia térmica, usadas en las impresoras térmicas de etiquetas, habían llegado a ser técnicamente factibles para máquinas de escribir.[cita requerida]
IBM produjo una serie de máquinas de escribir llamada Thermotronic, con calidad de impresión profesional y cinta correctora, junto con impresoras denominadas Quiet Writers. Brother amplió la vida de su línea de máquinas de escribir con productos similares. Mientras tanto, DEC comercializó la DECwriter.[cita requerida]
El desarrollo de estos motores de impresión propietarios proporcionó a los vendedores mercados exclusivos de cintas consumibles y la posibilidad de usar motores de impresión normalizados con varios grados de sofisticación electrónica y de software para desarrollar varias líneas de productos.[cita requerida]
El creciente dominio de las computadoras personales y la introducción de las tecnologías láser e inyección, de bajo coste y alta calidad real, terminó por reemplazar a las máquinas de escribir en el ámbito empresarial y profesional.[cita requerida]

### Forma actual
Hoy día se usan programas informáticos y procesadores de texto, para trabajos que en el pasado se hacían en máquina de escribir, como Microsoft Word, iWork Pages, Writer de LibreOffice, WordPerfect, WordStar, Vim, Nano, TextEdit, Bloc de notas, WordPad, Notepad++, etc en el que se usa el teclado para escribir, la pantalla o monitor del equipo para ver lo que se escribe y la impresora para poner en papel el documento. La ventaja de los programas de computadora para crear documentos es que se puede modificar el contenido en cualquier parte y además en muchos de ellos existen las opciones de Ortografía, gramática o sintaxis que examina los posibles errores en el documento.

## Herencia
Incluso tras la proliferación de las computadoras personales y los procesadores de texto, las máquinas de escribir siguieron usándose en oficinas profesionales para aplicaciones especializadas, tales como rellenar formularios preimpresos, escribir la dirección en sobres y otras. Sin embargo, los programas informáticos modernos permiten a los usuarios realizar la mayoría de estas tareas.[cita requerida]
El aspecto monoespaciado, austero y ligeramente desigual del texto mecanografiado, puede contar con cierto atractivo artístico, lo que hace que algunas personas prefieran usar máquinas de escribir.[cita requerida]
En algunos países en vías de desarrollo, donde el acceso a las computadoras personales no es general, pueden encontrarse espacios públicos donde ciertas personas ofrecen sus servicios como mecanógrafos ocasionales, aceptando dictados de sus clientes, que pueden ser analfabetos o carecer de máquina de escribir propia.[cita requerida]

### Distribución de teclado

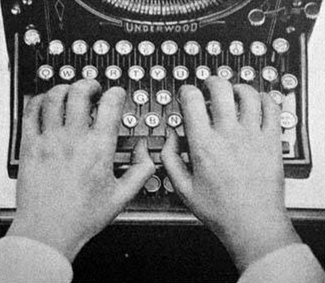
La distribución QWERTY de las teclas de las máquinas de escribir se convirtió en un estándar de facto que sigue usándose mucho después de que las razones de su adopción hayan perdido validez.

Las máquinas de escribir Sholes & Glidden de 1874 establecieron la distribución QWERTY para las teclas de letras. Durante la época en la que Sholes y sus colegas estuvieron experimentando con su invento, aparentemente fueron probadas otras disposiciones, pero estas están pobremente documentadas. La tentadoramente casi alfabética secuencia de la «fila hogar» de la distribución QWERTY (d-f-g-h-j-k-l) demuestra que una disposición directamente alfabética fue el punto de partida original. La distribución de teclado QWERTY se ha convertido en el estándar de facto para máquinas de escribir y teclados de computadoras ingleses y españoles. Otros idiomas escritos en el alfabeto latino usan a veces variantes de la distribución QWERTY, tales como la francesa AZERTY, la italiana QWERTY y la alemana QWERTZ.[cita requerida]
La distribución QWERTY está lejos de ser la más eficiente para escribir en inglés, pues exige al mecanógrafo mover sus dedos entre filas para teclear las letras más comunes. Una historia popular sugiere que fue usada en las primeras máquinas de escribir porque era ineficiente y ralentizaba a los mecanógrafos, de forma que reducía la frecuencia con la que las barras de tipos se enganchaban atascando la máquina. Otra historia es que la distribución QWERTY permitía a los primeros vendedores de máquinas de escribir impresionar a sus clientes al permitirles mecanografiar fácilmente la palabra de ejemplo «typewriter» (‘mecanógrafo’), debido a que para ello solo se necesita pulsar teclas de la fila alta del teclado. La explicación más probable es que la distribución QWERTY fue diseñada para reducir la posibilidad de atascos internos, al situar las combinaciones más comúnmente usadas lejos unos de otras en el interior de la máquina. Esto permitía al usuario teclear realmente más rápido sin sufrir atascos. Desafortunadamente, no se ha hallado una explicación definitiva para el teclado QWERTY, y los fanáticos de las máquinas de escribir siguen discutiendo sobre el particular.[cita requerida]
Varias distribuciones radicalmente diferentes, como el teclado Dvorak, han sido propuestas para reducir las ineficiencias percibidas en la QWERTY, pero no han sido capaces de desplazarla: a pesar de las ventajas reivindicadas por sus proponentes, hasta ahora ninguna ha sido adoptada ampliamente. La máquina de escribir Blickensderfer, con su distribución DHIATENSOR, pudo haber sido el primer intento de optimizar la distribución del teclado en aras de una mayor eficiencia.[cita requerida]
Muchas máquinas de escribir antiguas no contienen una tecla separada para el dígito «1», e incluso algunas más antiguas carecen del «0». Los mecanógrafos adquirieron la costumbre de usar la consonante «L» en minúscula para el uno y la vocal «O» en mayúscula para el cero.[cita requerida]

### Acentuación de las mayúsculas

Efecto al intentar acentuar las mayúsculas en las máquinas de escribir, la última columna son mayúsculas acentuadas.

Los tipos de las máquinas de escribir, no contemplan el espacio para acentuar las letras mayúscula (ver gráfico), lo que fortaleció el mito de que no debían acentuarse dichas letras. Al intentarlo, o bien no se percibe, o bien, se desforma la letra.

### Jerga informática
Varias expresiones de la «época de las máquinas de escribir» han sobrevivido en la época de la computadora personal. Algunas de ellas son:[cita requerida]
- Copia de carbón: actualmente, en la forma abreviada «CC», designa las copias de los mensajes de correo electrónico (en las que, obviamente, no juega papel alguno el carbón);
- Cursor: la marca usada para señalar dónde se imprimirá el siguiente carácter;
- Nueva línea (LF, line feed): mover el cursor hasta la siguiente línea de texto en un documento;
- Retorno de carro (CR, carriage return): indica el final de una línea y el retorno a la primera columna de texto.

## Métodos de corrección
Según los patrones enseñados en las escuelas de secretariado de mediados del siglo XX, se suponía que una carta de negocios carecía de errores y correcciones visibles. La precisión era valorada tanto como la velocidad. De hecho, la velocidad de mecanografiado, tal como era medida en las pruebas de aptitud y en las competiciones de velocidad, incluía una penalización de diez palabras por cada error cometido.
Por supuesto, las correcciones eran necesarias, y se usaron cierta variedad de métodos y tecnologías para realizarlas.
El método tradicional implicaba el uso de una goma de borrar especial para máquinas de escribir, fabricada con una goma bastante dura incluyendo material abrasivo, con forma de disco plano, de unos 50 mm de diámetro y 3 mm de grosor, que permitía borrar letras individuales. Las cartas de negocios se mecanografiaban en papel de trapo grueso, no solo para lograr una apariencia lujosa, sino para permitir el borrado. Las gomas de borrar para máquina de escribir incorporaban una brocha para limpiar los restos de goma y papel, siendo el uso adecuado de la misma un elemento importante en las habilidades del mecanógrafo, debido a que si estos restos caían en la máquina podían terminar atascando las barras de tipos, que en reposo quedaban muy juntas entre sí.
Borrar en un conjunto de copia de carbón era especialmente difícil, exigiendo el uso de un accesorio, llamado «escudo de borrado», para evitar que la presión de la goma sobre las copias superiores dejase manchas de carbón en las inferiores.
Las compañías papeleras producían un tipo especial de papel para máquina de escribir, llamado «mezcla borrable» (por ejemplo, el Eaton's Corrasable Bond), que incluía una fina capa de material que evitaba que la tinta penetrase, y era relativamente blanda y fácil de quitar de la página. Una goma de borrar blanda convencional podía lograr borrados perfectos sobre este tipo de papel. Sin embargo, las mismas características que permitían este borrado hacía al papel propenso a los borrones por la fricción normal y la alteración deliberada, haciéndolo inaceptable para la correspondencia comercial, contratos o cualquier uso que requiriese archivo.
En los años 1950 y 1960 apareció el líquido corrector, bajo marcas comerciales tales como Liquid Paper, Wite-Out y Tipp-Ex. Se trataba de un tipo de pintura blanca opaca de secado rápido, que producía una nueva superficie blanca sobre la que podía mecanografiarse una corrección. Sin embargo, los caracteres cubiertos eran visibles al trasluz, al igual que el parche seco de líquido corrector (que nunca era completamente plano y nunca tenía exactamente el mismo color, textura y lustre que el papel). El truco habitual para resolver este problema era fotocopiar la página corregida, pero esto solo era posible con la ayuda de fotocopiadoras de alta calidad.
Los productos de corrección seca (como el papel corrector, bajo marcas comerciales como Ko-Rec-Type, fueron presentados en los años 1970, y funcionaban como un papel de calco blanco. Se situaba una tira del producto sobre la letra que necesitaba corregirse y se volvía a mecanografiar dicha letra, haciendo que el carácter negro fuera cubierto por una capa blanca. Pronto se incorporó un material parecido en las cintas de película de carbono de las máquinas de escribir eléctricas, de forma que, al igual que la tradicional cinta entintada roja y negra, la cinta correctora blanca y negra se hizo habitual en las máquinas eléctricas.
La cima de este tipo de tecnología fue la serie Electronic Typewriter, de IBM. Estas máquinas y los modelos parecidos de otros fabricantes usaban una cinta correctora separada y una memoria de caracteres. Con la pulsación de una sola tecla, la máquina era capaz de revertir automáticamente y sobrescribir los caracteres anteriores con un deterioro mínimo del papel.

## Concursos y marcas de velocidad
Entre los años 1920 y 1940 la velocidad de mecanografiado era una importante cualificación del secretariado, y los concursos de mecanografía fueron populares, promocionados por compañías de máquinas de escribir como herramienta publicitaria.
Hasta 2005, Barbara Blackburn es la mecanógrafa en lengua inglesa más rápida del mundo, según el Libro Guinness de los récords. Usando un teclado Dvorak logró mantener una velocidad de 150 palabras/minuto durante 50 minutos y 170 palabras/minuto en periodos más cortos, alcanzando una velocidad máxima de 212 palabras/minuto. Blackburn, que suspendió en la clase de mecanografía de la escuela secundaria, conoció el teclado Dvorak en 1938, aprendió rápidamente a lograr altas velocidades y realizó algunas giras para demostrar su velocidad durante su carrera de secretaria.[cita requerida]

## Identificación forense

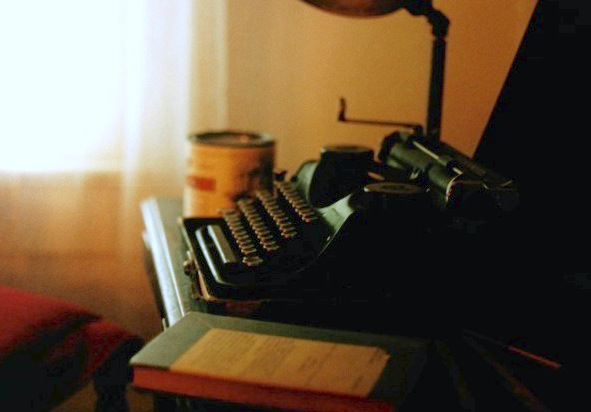
La Underwood Universal Portable de William Faulkner, expuesta en su oficina de Rowan Oak, actualmente un museo gestionado por la Universidad de Misisipi.

Debido a las tolerancias de las partes mecánicas, ligeras variaciones en la alineación de las letras y su desgaste desigual, cada máquina de escribir tiene su «firma» o «huella dactilar» propia, lo que permite que un documento mecanografiado pueda trazarse hasta la máquina de escribir en la que se realizó. 
La disciplina documentológica de la Criminalística es la que se encarga del estudio de los documentos, sus elementos escritores o tecnologías de impresión, las tintas utilizadas y el soporte, con el fin de establecer autenticidad, adulteración o falsedad, así como origen o vinculación, antigüedad del documento e identificación del escribiente o máquina. En este último capítulo o tarea, los documentos confeccionados en forma mecánica admiten estudios tendientes a:
-Establecer la tecnología de impresión: es decir, si fue producto de una máquina de escribir (convencional a monobloque impresor, a canasta portatipo -eléctrica, selectric o a bocha, electrónica a margarita), impresora (a tambor, a cadena o tren, matricial de punto, matricial térmica, transferencia térmica, térmica por sublimación, electrostática, inyección de tinta de flujo continuo, de gota a requerimiento a burbuja, por proceso piezoeléctrico, tinta sólida o cambio de fase, láser, LED o LCD), o fotocopiadora (analógica o láser).
-Establecer marca y modelo: de la tecnología de impresión determinada previamente, mediante la caracterización de su paso mecánico/proporcional, estilo o diseño de tipos y fórmula mecanográfica, confrontando con base de datos. 
-Identificación de la máquina: a partir de estas variaciones por el uso y/o mal uso que adquiere en el tiempo, características que transfiere a sus producciones (principio de correspondencia de características).
-Identificación del dactilógrafo: tradicionalmente, durante el auge de la utilización de la máquina de escribir convencional a canasta portatipo, los escritos podían ser vinculados a una persona mediante análisis del presionado y del estilo de escritura. Ello debido a que es la presión y su intensidad, en estas máquinas, las que movilizan las partes constitutivas y definen la forma en que se imprimen los caracteres sobre el soporte. Hoy por hoy, el estilo de escritura incumbe a los estudios de la lingüística forense mediante el análisis del idiolecto.
-Determinación de tiempos de ejecución: esto refiere a cuántas veces la máquina se detuvo, se extrajo el soporte, y se volvió a colocar para proseguir con la escritura. Análisis de especial interés en la sospecha de adulteraciones por agregado o borrado-agregado. Se logra verificando los principios de verticalidad y horizontalidad.
-Determinación de la fecha del documento: hoy por hoy, de antigüedad relativa, mediante un análisis holístico del sistema o tecnología de impresión, el soporte, y la tinta, cotejando contra la historia gráfica de la propia máquina como contra los datos de fabricación y comercialización de estos componentes contra los datos o fechado del documento cuestionado.
-Lectura de cintas plásticas: en las máquinas de escribir tipo selectric o electrónicas, se comenzó a utilizar cintas entintoras del tipo plásticas que producían el estampado de un carácter mediante la transferencia tipo sacabocado o recorte de parte de su cinta (con la forma del carácter tecleado). Ello permitió poder acceder a todos los documentos escritos por la máquina mediante la lectura de estas cintas, y con ello, ordenar en antigüedad relativa o por prelación los escritos producidos, así como extraer otros datos de interés para el caso en investigación.
En el Bloque del Este, las máquinas de escribir (junto con las imprentas, fotocopiadoras y más tarde las impresoras) eran una tecnología controlada, y la policía secreta estaba a cargo de mantener un inventario de las máquinas de escribir y de sus propietarios. Esto suponía un riesgo importante para los autores disidentes y los productores de samizdat. Este método de identificación también se usó en el juicio de Alger Hiss.[cita requerida]

## Máquina de escribir las partituras musicales

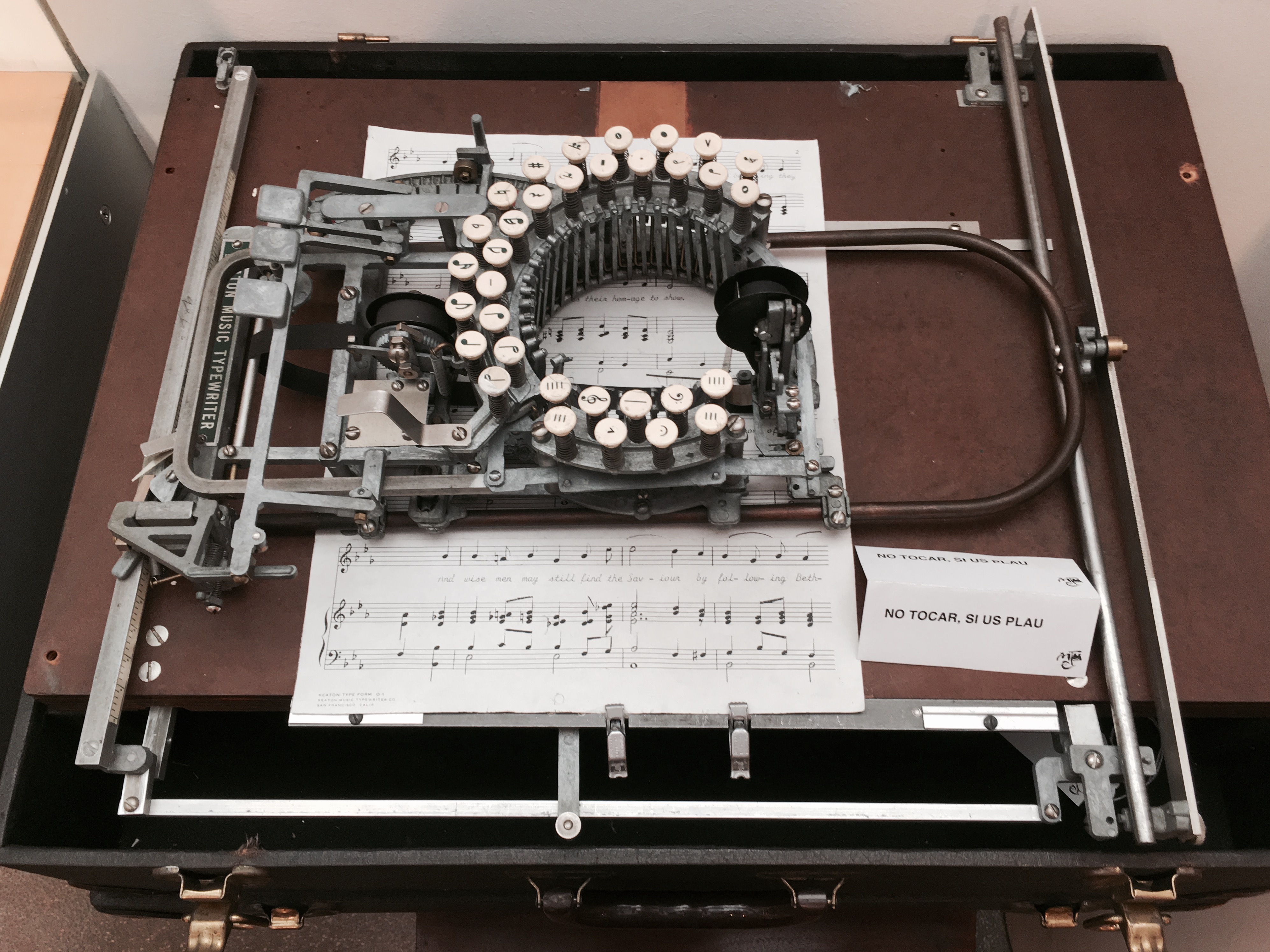
Máquina de escribir las partituras musicales Keaton Music Typewriter

Había algunas máquinas de escribir para partituras musicales cuya operación era compleja.
Entre las más conocidas, podemos citar la primera inventada en 1936 por Robert H. Keaton, la Keaton Music Typewriter.

## Efecto de las máquinas de escribir sobre la cultura

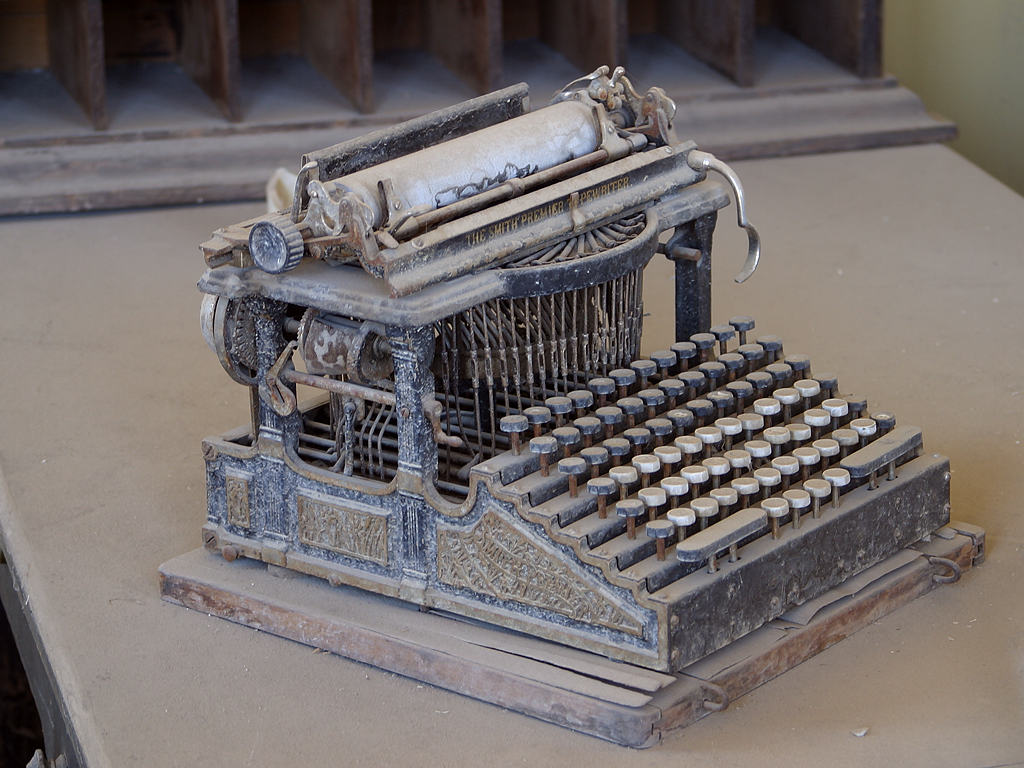
Smith Premier (c. 1889). Este modelo tenía teclas separadas para mayúsculas y minúsculas.

Cuando Remington empezó a comercializar máquinas de escribir supuso que la máquina no se utilizaría para escribir textos creativos, sino para labores de amanuense, y que serían mecanógrafas quienes las utilizasen. Así, se imprimieron flores sobre la carcasa de los primeros modelos, de forma que la máquina fuese más atractiva para las mujeres. En Estados Unidos las mujeres empezaron a incorporarse al mercado laboral con frecuencia como mecanógrafas y, según el censo de 1910, el 81 % de los mecanógrafos eran féminas. Con más mujeres trabajando fuera de casa, hubo cierta preocupación sobre los efectos que esto tendría en los valores morales de la sociedad, tanto por parte de los moralistas como de los pornógrafos. La «joven mecanógrafa» pasó a ser parte de la iconografía de la pornografía de principios del siglo XX. Las Biblias de Tijuana (cómics eróticos producidos en México para el mercado estadounidense desde principios de los años 1930) incluían mecanógrafas a menudo.
La máquina de escribir fue una novedosa pieza instrumental compuesta por Leroy Anderson en 1950, que debe su nombre a que para su interpretación se requiere de una máquina de escribir. La pieza aparece en la película de 1963 Lío en los grandes almacenes, protagonizada por el cómico Jerry Lewis.

## Decadencia
Las máquinas de escribir ayudaron a muchas personas con mala o pésima caligrafía a quienes no se les entendía cuando escribían a mano, ya que gracias a su ayuda sí se les podía entender lo que escribían y por esto las máquinas de escribir ganaron popularidad. Si bien, las máquinas de escribir, tuvieron su apogeo durante varias décadas, el teclado de estas presentaba varias desventajas; las cuales fueron corregidas con el teclado de las computadoras, y gracias a esto, los ordenadores comenzaron a desplazar a las máquinas de escribir. Una de sus desventajas era que en ocasiones las teclas se trababan al escribir, cosa que en la computadora no existe.
El motivo por el que las computadoras comenzaron a desplazar a las máquinas de escribir fue porque las máquinas de escribir tienen un solo tipo de fuente, mientras que los ordenadores tienen más tipos de fuentes. Otro motivo fue porque en la computadora sí se puede borrar, a diferencia de la máquina de escribir en la que había que utilizar un corrector líquido (y en algunos casos había que rehacer nuevamente). Otro motivo fue porque en las máquinas de escribir no se puede colocar una palabra en negrita o en cursiva o en negrita y cursiva a la vez, tampoco se le podía colocar sombra de texto, y tampoco se podía colocar tachado, ni se podía colocar resaltado de texto; mientras que en la computadora sí se puede hacer todo esto. Otro motivo fue porque las máquinas de escribir siempre tenían el mismo color de letra, aunque algunas máquinas de escribir tenían cintas que estaban divididas en dos mitades, una roja y otra negra, a todo lo largo, contando la mayoría de las máquinas con una palanca que permitía cambiar entre los colores al escribir, lo que estaba especialmente ideado para los libros de contabilidad, donde las cantidades negativas tenían que figurar en rojo; mientras que en las computadoras este error fue corregido, ya que uno mismo puede elegir el color de su preferencia. Otro motivo fue porque al momento de escribir con las máquinas de escribir, las letras tienen el mismo tamaño; mientras que en los ordenadores las letras pueden tener diferentes tamaños. Otro motivo fue porque una vez que la cinta de la máquina de escribir llegaba a su fin había que reemplazarla o hacer que gire en sentido contrario, en cambio la computadora no presenta este problema. Otro motivo fue porque la cinta de la máquina de escribir requería ser mojada con tinta en caso de que esta se secara para poder escribir, mientras que el ordenador no presenta este problema. Otro motivo fue que en algunas máquinas de escribir al momento de usar los paréntesis dejaban un espacio (sin oprimir la barra espaciadora), mientras que en la computadora este error fue corregido. Otro motivo fue porque en la máquina de escribir no se podía centrar con exactitud o alinear a la derecha, mientras que en el ordenador este problema fue arreglado. Otro motivo fue porque al momento de escribir en mayúscula en las máquinas de escribir había que oprimir una tecla para que todas las letras estuvieran en mayúscula, y para escribir en minúscula había que levantar dicha tecla; mientras que en las computadoras, solo se requiere oprimir la tecla «Caps Lock» para escribir en mayúscula, y para escribir nuevamente en minúscula hay que oprimirla nuevamente. Otro motivo fue porque algunas máquinas de escribir no poseían el número «1», el cual era reemplazado por la consonante «L» en minúscula, otras máquinas de escribir tampoco tenían el número «0», el cual era reemplazado por la vocal «O» en mayúscula, y el signo «por (×)» de la multiplicación era reemplazado por la consonante «X» en mayúscula o en minúscula (dependiendo de la preferencia); mientras que en las computadoras, este problema se corrigió. Otro motivo fue que en las máquinas de escribir no se podían tildar las vocales en mayúscula, debido a que al tratar de hacerlo, la tilde se colocaba a un costado de la vocal o la vocal se colocaba encima de la tilde, las vocales solo podían ser tildadas en minúsculas, este problema también surgió con la diéresis en la vocal «U» escrita en mayúscula —lo cual fortaleció el mito de que las vocales en mayúscula no se tildan (véase: Tildación de las mayúsculas)—; mientras que en la computadora, este problema fue corregido, ya que las vocales escritas en mayúsculas sí se podían tildar con facilidad, y también colocar la diéresis a la vocal «U» en mayúscula (Á É Í Ó Ú Ü). Por esto, el teclado de la computadora generó muchas facilidades que el teclado de la máquina de escribir al momento de querer escribir. Otro motivo fue porque al momento de escribir en la máquina de escribir, había que acomodar el papel y al momento de finalizar una línea había que bajar el papel para escribir en una nueva línea, y también para escribir un nuevo párrafo había que bajar más el papel para dejar un espacio, sin embargo, el espacio dejado entre párrafos no era el mismo; mientras que en las computadoras, este problema fue corregido debido a que el mismo ordenador acomoda directamente el papel y deja siempre el mismo espacio entre párrafos para la impresión. Otro motivo fue porque en las máquinas de escribir había que teclear con fuerza, mientras que en las computadoras se requiere teclear con poca fuerza. Y otro motivo fue porque las computadoras ahorraban mucho más tiempo que las máquinas de escribir al momento de escribir algo.
Cabe recordar que las desventajas que presentaban las máquinas de escribir no eran exclusivas de las máquinas de escribir para el idioma español, muchas máquinas de escribir para otros idiomas en los que también se utilizan signos diacríticos sobres las letras (vocales y consonantes) tampoco se les colocaba cuando se trataba de hacerlo en mayúscula.
Debido a que las computadoras generaron muchas facilidades a las personas al momento de escribir, su popularidad comenzó a crecer debido a que eran mucho más útiles que las máquinas de escribir y las fueron desplazando. La última fábrica de máquinas de escribir cerró el 26 de abril de 2011 en la India, luego de producir su última máquina de escribir, mientras que la última máquina de escribir fabricada en Europa fue el 20 de noviembre noviembre de 2012 por la compañía británica Brother en el Reino Unido. Si bien en la actualidad las máquinas de escribir todavía existen (a pesar de que ya no se fabriquen más), debido a que muchos nostálgicos aún las conservan y prefieren seguir escribiendo al viejo estilo; también existen personas que se dedican a repararlas, y otras que se dedican a venderlas, a aquellos que aún quieran seguir escribiendo a máquina de escribir. Actualmente, las máquinas de escribir pueden encontrarse en museos de antigüedades.
Durante mucho tiempo las máquinas de escribir, generaron empleo a muchas personas que se dedicaban a la mecanografía, lo cual era un negocio muy rentable durante su apogeo, ya que era común ver a varios mecanógrafos en las calles; así como también generaron empleo a quienes se dedicaban a repararlas, así como también a quienes vendían cintas para máquina de escribir. Sin embargo, con la aparición de las computadoras, estas lentamente fueron quitándoles terreno a las máquinas de escribir y el trabajo de mecanógrafo dejó de ser rentable, debido a que son muy pocas las personas que quieren una redacción a máquina de escribir; así como también el negocio de reparar máquinas de escribir y vender cintas para máquinas de escribir dejaron de ser rentables. Actualmente es muy raro ver mecanógrafos en las calles, ya que los pocos que quedan se resisten a dejar de lado su oficio y se niegan a teclear en computadora; y también es muy raro ver a quienes se dedican a reparar máquinas de escribir.

## Ventajas e inconvenientes frente a las computadoras

### Ventajas
Si bien las computadoras han desplazado a las máquinas de escribir hasta casi desaparecerlas, las máquinas de escribir presentan algunas ventajas que los ordenadores no tienen. Una de ellas es que las máquinas de escribir pueden funcionar sin electricidad (solo las máquinas de escribir manuales, porque las máquinas de escribir eléctricas no pueden funcionar sin electricidad) y ahorran electricidad, no pueden ser hackeadas ya que no necesita ni de electricidad ni de internet y gracias a eso la información siempre se mantiene secreta y oculta, el papel no se traba, y se puede llevar fácilmente de un lugar a otro; es por eso que los servicios de inteligencia más importantes y relevantes, siguen utilizando las máquinas de escribir en sus documentos. Además a la hora de escribir un texto no pueden existir distracciones como en un computador, por esto algunos escritores todavía utilizan máquinas de escribir, como Christopher Nolan. Y en el caso de algunos, suele resultar satisfactorio a la hora escribir en ellas, por su sensación al tacto y por sus sonidos, como es en el caso de los teclados mecánicos de computador, aunque la sensación claramente es mucho más elevada.

### Inconvenientes
Sin embargo, las máquinas de escribir presentan varios inconvenientes frente a los ordenadores, lo cual ha hecho que las computadoras logren desplazarlas casi por completo. Una de las desventajas es que no todas las máquinas de escribir tenían los números «0» y «1» los cuales eran reemplazados por las letras «O» (en mayúscula) y «L» (en minúscula) por su similitud y para ahorrar espacio. En ninguna máquina de escribir se podía colocar signos diacríticos sobre las vocales en mayúscula (Á, É, Í, Ó, Ú, Ü). En algunas máquinas de escribir al momento de usar los paréntesis se dejaba un espacio de separación. Las teclas de las máquinas de escribir se trababan al escribir dos o más teclas a la vez, y solo algunas de estas tenían una tecla especial la cual era para que las teclas se destraben —ya que mayormente se tenían que destrabar a mano—, el signo de la multiplicación (×) se tenía que hacer con la consonante «X» (en minúscula o mayúscula); solo en algunas máquinas de escribir existía el signo de la división (÷). En ninguna máquina de escribir se puede borrar en caso de cometer un error, a no ser que se coloque corrector líquido. En las máquinas de escribir únicamente existía el guion (-) mientras que el menos (–) y la raya (—) no existían —y estos dos signos tenían que ser reemplazados por el primero—, y los espacios dejados entre los párrafos no siempre era el mismo. Las máquinas de escribir requieren en ocasiones mantenimiento.
Las computadoras solucionaron casi todos estos problemas que se presentaban en las máquinas de escribir y luego se le añadieron más características, motivo por el cual fueron en parte reemplazadas hasta casi desaparecer.